# Ybarra (marca)

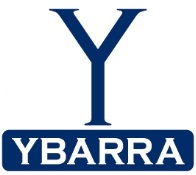
Logotipo de Ybarra.

Ybarra es una marca española, fundada en 1842, de aceite de oliva, salsas, ensaladas, vinagres, aceitunas y verduras envasadas.

## Historia
José María Ybarra Gutiérrez de Caviedes nació en Bilbao en 1816. En 1836 obtuvo el título de Bachiller en Leyes en la Universidad de Vitoria. Luego marchó a Madrid, donde entró como pasante en el bufete de Juan Bravo Murillo. En 1841 fue nombrado doctor. En 1842 fue a Sevilla donde comenzó a desarrollar negocios agrícolas. Allí conoció a Dolores González Álvarez, con la que se casó en 1843. José María se convirtió en activo colaborador de las empresas, sobre todo agrícolas, de su suegro, Román González Pérez.
En el siglo XIX empezó a exportar sus productos al extranjero. En 1876 su aceite de oliva consiguió el Premio a la Calidad de la Exposición Universal de Filadelfia, Estados Unidos. En 1929 participaron en la Exposición Iberoamericana de Sevilla.
En 1968 la empresa comenzó con la fabricación de mayonesas y otras salsas. En 1970 establecieron la distribución por Estados Unidos y México.
En 1995 obtuvieron la certificación de calidad ISO 9002.
En 2001, en Lodosa, Navarra, comenzaron con la fabricación de verduras envasadas.
En 2007 obtuvieron las certificaciones de calidad IFS y BRC.
La fábrica de aceite de oliva y salsas, que produce productos bajo las marcas Ybarra y La Masía, se encuentra en Dos Hermanas, provincia de Sevilla. El 14 de septiembre de 2018 Felipe VI inauguró la nueva fábrica de la empresa, en el mismo municipio. Estos productos son exportados a 80 países.